# Wajoc Dzor
Wajoc Dzor (orm. Վայոց Ձորի մարզ; [vɑjˌɔt͡sʰ ˈd͡zɔɾ]ⓘ) – jedna z dziesięciu prowincji w Armenii. Leży w południowej części kraju i graniczy z Azerbejdżanem. Jej stolicą jest Jeghegnadzor.

## Etymologia
Nazwa prowincji pochodzi od kantonu Wajoc Dzor, będącego częścią historycznego Syuniku, dziewiątej prowincji Starożytnej Armenii. Dokładna etymologia nazwy tej prowincji nie jest znana, chociaż powszechnie uważa się, że oznacza ono „dolinę” lub „kanion smutków” („vay” to wykrzyknik oznaczający smutek lub ból w języku ormiańskim). Według tradycji ludowej region otrzymał tę nazwę po potężnym trzęsieniu ziemi, które nawiedziło ten obszar w roku 735.. Historyk Grigor Ghapantsyan uważa za bardziej prawdopodobne, że nazwa Wajoc Dzor pochodzi od nazwa starożytnego plemienia lub grupy etnicznej o nazwie „Vay”, być może powiązana z „Biaini”, endonimem starożytnego królestwa Urartu.